# Carl Fricker
Carl Victor Fricker (* 2. Februar 1830 in Stuttgart; † 30. November 1907 in Leipzig; auch Karl (Viktor) Fricker) war ein deutscher Rechtswissenschaftler, Hochschullehrer und Politiker.

## Leben
Fricker besuchte von 1844 bis 1848 das Evangelisch-Theologische Seminar im Kloster Schöntal und studierte anschließend bis 1853 Rechtswissenschaften an der Universität Tübingen, wo er Mitglied  der Landsmannschaft Ghibellinia Tübingen wurde. Es folgten Anstellungen 1853 als Gerichtsreferendar am Oberamtsgericht Neckarsulm, bei der Stadtdirektion Stuttgart sowie 1856 als Oberamtsaktuar am Oberamtsgericht Heilbronn. Außerdem war er Mitarbeiter im Ständischen Amt des Landtages in Stuttgart, bevor er 1861 Oberamtsaktuar in Ulm wurde. Ebenfalls 1861 erfolgte an der Universität Tübingen seine Promotion zum Dr. jur., 1862 seine Habilitation.
Nach seiner Habilitation zunächst Privatdozent, wurde Fricker im Februar 1863 zum außerordentlichen Professor für Staats-, Völker- und Polizeirecht ernannt, 1865 dann zum ordentlichen Professor. 1868 erfolgte die Wahl in die Zweite Kammer der Württembergischen Landstände, denen er bis 1870 angehörte. Zum Sommersemester 1875 folgte er einem Ruf an die Universität Leipzig, an der er ordentlicher Professor für Staatswissenschaften wurde. Zudem war er dort Direktor der vereinigten staatswissenschaftlichen Seminare. 1902 wurde er aus gesundheitlichen Gründen beurlaubt, 1903 erfolgte seine Emeritierung. Von 1881 bis 1886 saß Fricker außerdem als Vertreter der Universität Leipzig im Sächsischen Landtag.

## Politische Einstellung
Fricker war starker Befürworter des Südbunds und vehementer Gegner einer deutschen Vereinigung unter preußischer Führung. 1868 gewann er durch diese Einstellung sein Mandat für Urach für die Landstände. Bei der folgenden Wahl 1870 positionierte er sich gegen einen Beitritt Württembergs zu einem Deutschen Bund und verlor sein Mandat für Urach.

## Ehrungen
- 1866 Ehrendoktorwürde der Universität Tübingen (Dr. oec. publ. h.c.)[1][6]
- 1876 Ehrendoktorwürde der Universität Leipzig (Dr. phil. h.c.)[7]
- 1895 Geheimer Hofrat[6]

## Publikationen (Auswahl)
- Die Verfassungsurkunde des Königreichs Württemberg vom 25. September 1819 mit dem offiziellen Auslegungs-Material, Tübingen 1865
- Vom Staatsgebiet. Fues, Tübingen 1867.
- mit Theodor von Gessler: Geschichte der Verfassung Württembergs. Zur Feier des fünfzigjährigen Bestehens der Verfassungs-Urkunde vom 25. September 1819, Stuttgart 1869
- Grundriss des Staatsrechts des Königreichs Sachsen, Leipzig 1891.
- (Hrsg.) Die Verfassungsgesetze des Königreichs Sachsen, Leipzig 1895.
- Gebiet und Gebietshoheit. Laupp, Tübingen 1901.